# Everhardus Godée-Molsbergen
Everhardus Cornelis Godée Molsbergen (Utrecht, 18 september 1875 - Den Haag, 8 maart 1940) was een Nederlands historicus en tijdens de Eerste Wereldoorlog activist en lid van de Raad van Vlaanderen.

## Levensloop
E.C. Godée Molsbergen verhuisde op zijn elfde jaar met zijn ouders naar Rotterdam, waar hij het Erasmiaans Gymnasium bezocht. In 1902 promoveerde hij aan Universiteit Leiden in Nederlandse letterkunde en geschiedenis. Godée Molsbergen richtte de eerste Christelijke H.B.S. van Rotterdam op. Van 1904 tot 1910 was hij docent geschiedenis aan de Universiteit Stellenbosch. Hij publiceerde veel over de grondlegger van de Zuid-Afrikaanse kolonie, Jan van Riebeeck.
Teruggekeerd in Nederland werd hij docent koloniale en Zuid-Afrikaanse geschiedenis aan de Gemeentelijke Universiteit Amsterdam (1911-1913). Hij werd vervolgens docent koloniale geschiedenis aan de Universiteit Leiden (1913-1916).
In 1916 werd hij tot hoogleraar koloniale geschiedenis benoemd aan de vernederlandste Gentse universiteit. Hij ging volledig op in het Vlaams activisme en sloot zich aan bij Jong-Vlaanderen, samen met de Nederlander Johan Labberton. Hij speelde er een rol om conflicten tussen Jan Domela Nieuwenhuis Nyegaard en de leden van Jong-Vlaanderen bij te leggen. Hij werd voorzitter van de Gentse afdeling van Jong-Vlaanderen en behoorde tot de groep van Jan Baptist Wannyn. Namens Jong-Vlaanderen werd hij lid van de Raad van Vlaanderen.
Na in november 1918 weer naar Nederland te zijn uitgeweken, werd hij in België bij verstek tot vijftien jaar gevangenis veroordeeld. Hij vertrok in 1919 naar Nederlands-Indië, waar hij van 1922 tot 1936 werkzaam was in het Landsarchief in Batavia.
Op wetenschappelijk gebied publiceerde Godée over de Verenigde Oost-Indische Compagnie, over de betrekkingen tussen de Nederlanden, Zuid-Afrika en Oost-Indië. Daarnaast zette hij zich in voor de culturele banden tussen Nederland, Vlaanderen en Zuid-Afrika.